# Musée des Beaux-Arts et d'Archéologie (Besançon)

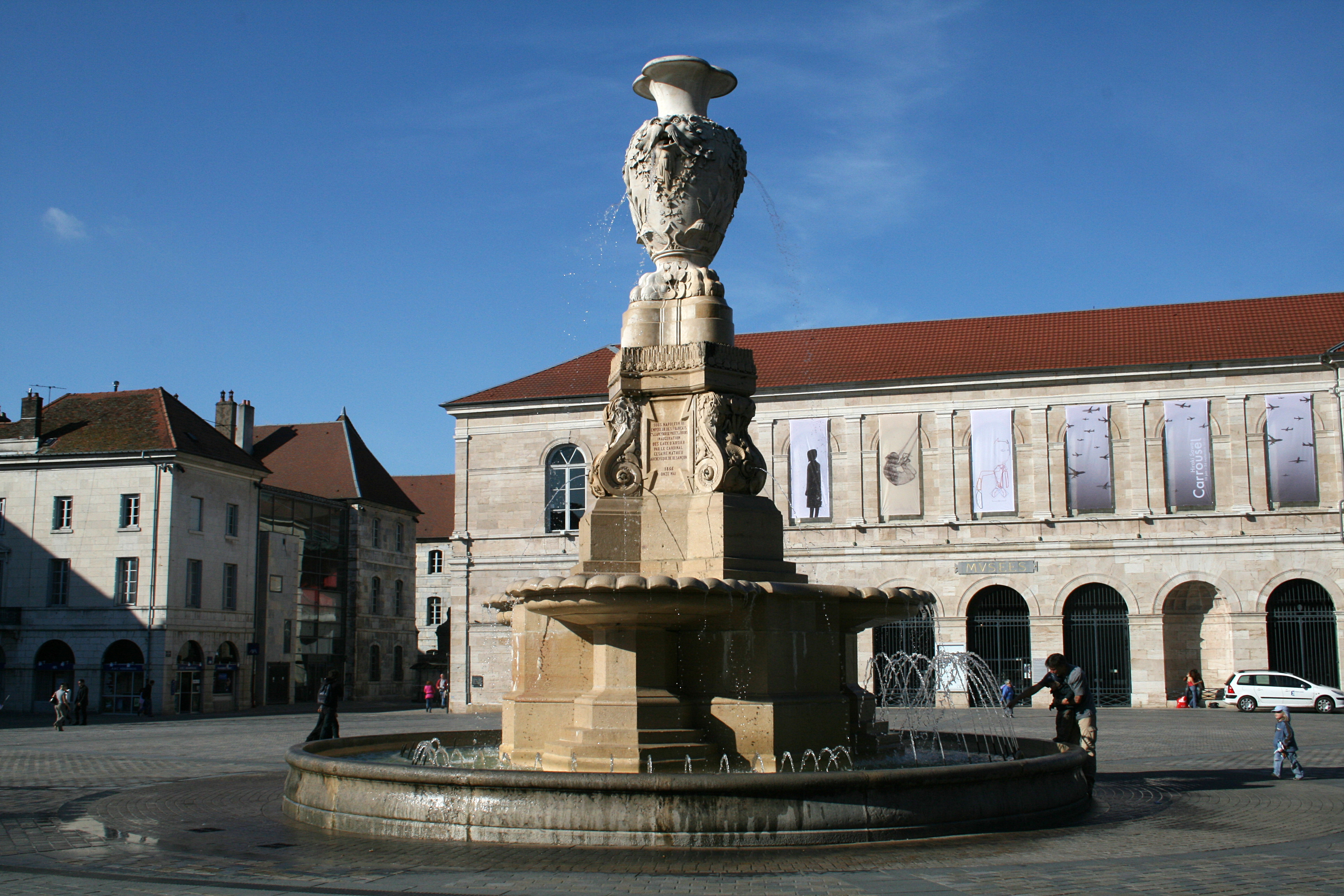
Museum voor Schone Kunsten en Archeologie, in Besançon (Frankrijk)

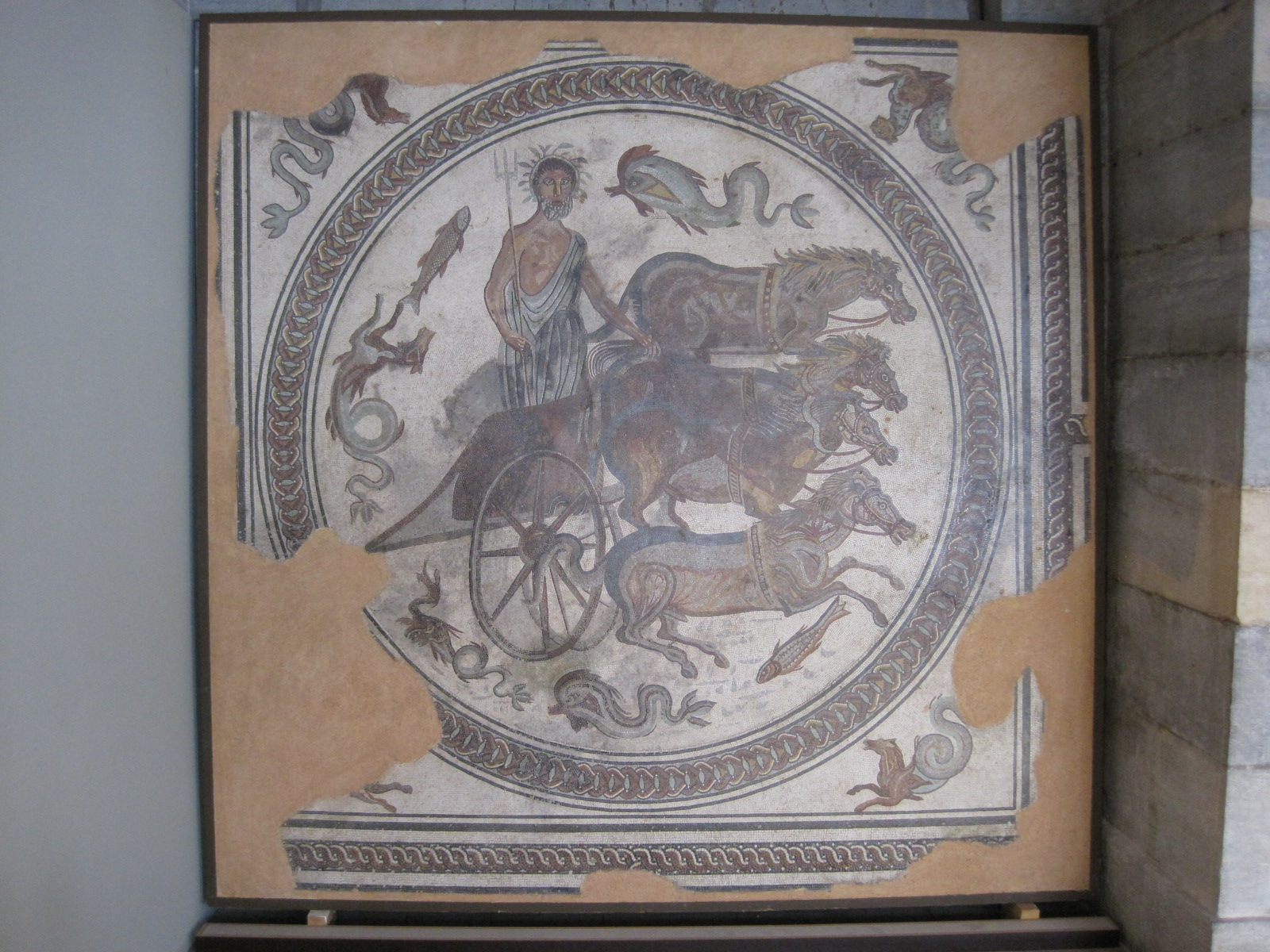
Triomf van Neptunus, Romeins mozaïek

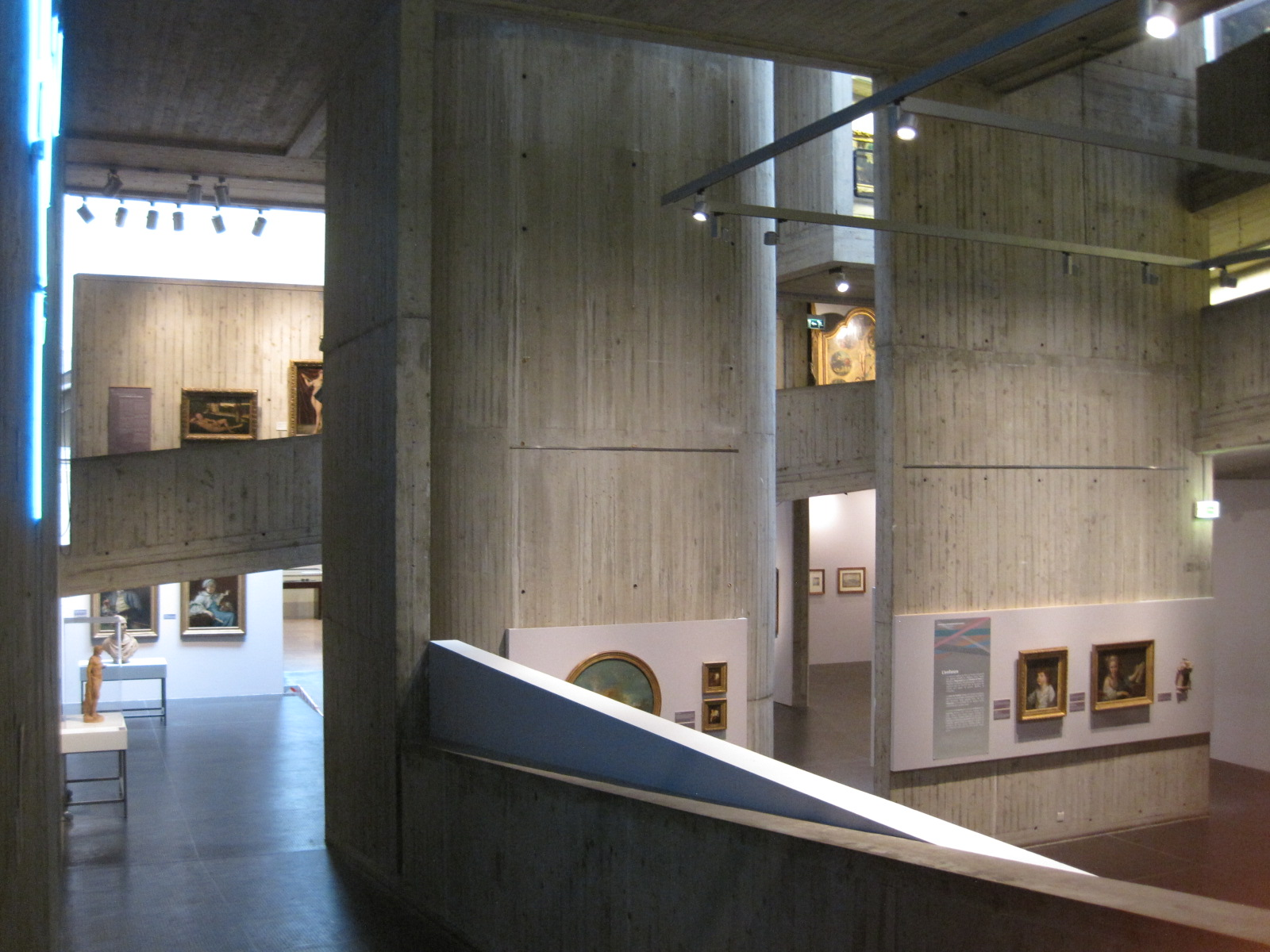
Na renovatie van het graanhuis-museum (2018)

Het Musée des Beaux-Arts et d’Archéologie (Nederlands: Museum voor Schone Kunsten en Archeologie) van de stad Besançon bevindt zich in het centrum van de stad, aan de Place de la Révolution. Het is een van de oudste publieke musea in Frankrijk. Het gebouw is een voormalig graanhuis uit de 19e eeuw en bevond zich rechts van de graanopslagplaats Grenier.

## Historiek
De oorsprong van het museum is de erfenis van abt Jean-Baptiste Boisot (1639-1694) aan de stad Besançon in het koninkrijk Frankrijk in het jaar 1694. Het testament voorzag dat de benedictijnen van Saint-Vincent de collectie beheerden maar de inwoners van Besançon te allen tijde een bezoek mochten brengen. De Collectie Boisot was daarmee een van de eerste publieke musea in Frankrijk. Boisot schonk boeken, archiefstukken en enkele schilderijen met zijn erfenis. In de loop van de 18e eeuw bezochten de stedelingen frequent de collectie.
Na de Franse Revolutie bestond het benedictijnenklooster niet meer. Het museum kwam volledig in handen van het stadsbestuur van Besançon. De stad breidde het museum uit met geconfisqueerde kunstwerken en verwierf begin 19e eeuw nog meer kunststukken via erfenissen. Ze zocht naar een grotere plek.
In 1843 verhuisde de stad meerdere schilderijen naar de pas gebouwde graanhal aan de Place de la Révolution. De graanverkoop liep aanvankelijk tezamen met het museumbezoek in hetzelfde gebouw. In 1849 richtte de stad er het museum voor archeologie op, omwille van toenemende interesse in de Romeinse geschiedenis van Besançon, Vesontio. Sindsdan herbergt het museum onder meer de Romeinse mozaïek gevonden in Besançon die de triomf van de god Neptunus voorstelt. Eind 19e eeuw verdween de graanverkoop aan de Place de la Révolution. Het graanhuis herbergde voortaan het volledige Museum voor Schone Kunsten en Archeologie.
In de loop van de 20e eeuw verwierf het museum tekeningen van George en Adèle Besson, alsook moderne beeldhouwwerken.
Van 2014 tot 2018 was het museum gesloten voor grondige restauratiewerken. De restauratie kostte 11 miljoen euro. Het museum maakte van de sluitingsperiode gebruik om een 1.000-tal schilderijen te restaureren. President Macron opende het vernieuwde museum op 16 november 2018, en stapte er binnen met de woorden: “en tout cas bravo pour ce qui a été fait” (in elk geval bravo voor wat hier gedaan is).